# Ernst Lodewijk I van Saksen-Meiningen
Ernst Lodewijk I van Saksen-Meiningen (Gotha, 7 oktober 1672 - Meiningen, 24 november 1724) was van 1706 tot aan zijn dood hertog van Saksen-Meiningen. Hij behoorde tot de Ernestijnse linie van het huis Wettin.

## Levensloop
Ernst Lodewijk was de oudste zoon van hertog Bernhard I van Saksen-Meiningen en diens eerste echtgenote Maria Hedwig, dochter van landgraaf George II van Hessen-Darmstadt. Hij kreeg een grondige opleiding en studeerde aan de Ridderacademie in Wolfenbüttel.
In 1689 ging hij in militaire dienst van het Heilige Roomse Rijk en in de Negenjarige Oorlog vocht hij in drie regimenten tegen Frankrijk. Vanaf 1695 vocht hij onder markgraaf Lodewijk Willem van Baden-Baden en was hij betrokken bij de verovering van de citadel van Landau. Uiteindelijk werd hij benoemd tot veldmaarschalk-luitenant in het Keizerlijk Leger en tot generaal-veldtochtmeester in het leger van de Palts.
In 1706 stierf zijn vader. Omdat in Saksen-Meiningen het eerstgeboorterecht niet gold, volgde Ernst Lodewijk I zijn vader op in gezamenlijke regering met zijn jongere broer Frederik Willem en zijn halfbroer Anton Ulrich. Ernst Lodewijk streefde naar de alleenheerschappij van zichzelf en zijn familie. Direct na zijn troonsbestijging vaardigde hij een verdrag uit waarin hij beweerde dat zijn broers de regering aan hem afstonden, wat tot een breuk met Anton Ulrich leidde. Ernst Lodewijk slaagde er echter niet in om het eerstgeboorterecht in te voeren en na zijn dood in 1724 regeerden zijn broers als voogden van zijn zoon. Door de interne twisten van Ernst Lodewijk en zijn broers kende Saksen-Meiningen een neergang. 
Ernst was betrokken bij talrijke militaire conflicten, met als doel om zijn heerschappijbereik te vergroten. Zo nam hij deel aan de successieoorlogen die uitbraken na de kinderloze overlijdens van zijn ooms Albrecht van Saksen-Coburg, Hendrik van Saksen-Römhild en Christiaan van Saksen-Eisenberg. Als compromis werden hun landerijen in 1714 verdeeld tussen Saksen-Meiningen, Saksen-Gotha-Altenburg, Saksen-Saalfeld en Saksen-Hildburghausen.
Onder de regering van Ernst Lodewijk I groeide de schuldenberg van Saksen-Meiningen verder. Pogingen om binnenlandse hervormingen door te voeren bleven oppervlakkig of hadden vaak geen effect. De zeer vrome Ernst Lodewijk hield zich ook bezig met religieuze vraagstukken en met het bevorderen van het kerkleven. Hij schreef de teksten voor twee jaargangen kerkcantates. 
In november 1724 stierf hij op 52-jarige leeftijd.

## Huwelijken en nakomelingen
Op 19 september 1704 huwde Ernst Lodewijk met zijn eerste echtgenote Dorothea Maria (1674-1713), dochter van hertog Frederik I van Saksen-Gotha-Altenburg. Ze kregen vijf kinderen:
- Jozef Bernhard (1706-1724), erfprins van Saksen-Meiningen
- Frederik August (1707-1707)
- Ernst Lodewijk II (1709-1729), hertog van Saksen-Meiningen
- Louise Dorothea (1710-1767), huwde in 1729 met hertog Frederik III van Saksen-Gotha-Altenburg
- Karel Frederik (1712-1743), hertog van Saksen-Meiningen

Op 3 juni 1714 huwde hij met zijn tweede echtgenote Elisabeth Sophia (1674-1748), dochter van keurvorst Frederik Willem van Brandenburg. Het huwelijk bleef kinderloos.